# Gordon Cormier
Gordon Kyle Diez Cormier (Vancouver, 8 oktober 2009) is een Canadees acteur. Hij speelde in diverse films en series, waaronder A Christmas Miracle, Lost in Space en Avatar: The Last Airbender.

## Levensloop
Cormier maakte in oktober 2019 zijn acteerdebuut in de Epix-serie Get Shorty. Datzelfde jaar vertolkte hij tevens rollen in de televisiefilms A Christmas Miracle en Christmas Under the Stars.
Cormier was vervolgens van december 2020 tot en met februari 2021 te zien als het personage Joe in de Paramount+ serie The Stand, gebaseerd op het gelijknamige boek van Stephen King. Hierna volgde kleinere rollen in series zoals Turner & Hooch en Gabby Duran & The Unsittables voordat hij in februari 2024 de hoofdrol van Avatar Aang ging vertolken in de Netflix-serie Avatar: The Last Airbender.

## Filmografie

### Film
- 2019: A Christmas Miracle, als Jacob
- 2019: Christmas Under the Stars, als wijze man
- 2023: Ready Jet Go! Space Camp, als Mitchell Peterson (stemrol)

### Televisie
- 2019: Get Shorty, als Guatemalteekse egel
- 2019: Lost in Space, als jongen
- 2020-2021: The Stand, als Joe
- 2021: Two Sentence Horror Stories, als jonge Charles
- 2021: Turner & Hooch, als bergverkenner
- 2021: Gabby Duran & The Unsittables, als Tarley
- 2022: Team Zenko Go, als Luis / Louis (stemrol)
- 2024-heden: Avatar: The Last Airbender, als Avatar Aang